# クレバリー

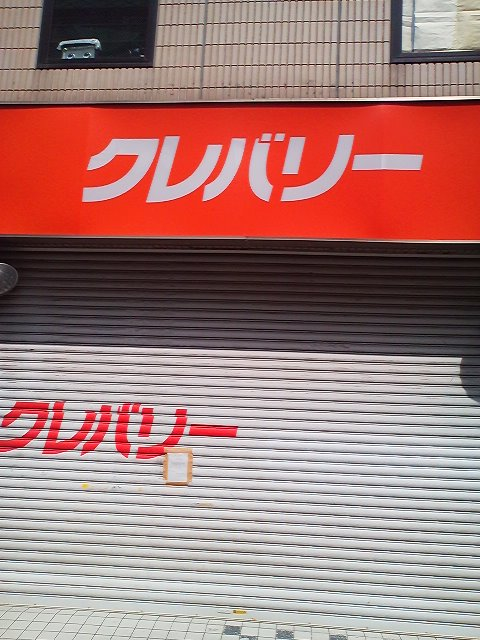
閉店後の秋葉原店

株式会社クレバリーは、かつて東京都千代田区に本社を構えていたパソコン関連の小売業者である。同名の小売店舗を秋葉原や高田馬場に構えていた。

## 概要
クレバリーは1988年8月に創業。1991年に法人改組して有限会社となり、1993年に株式会社化した。当初は世田谷区桜上水に本社を構えていたが、1994年に秋葉原に移転。1996年に秋葉原に店舗を開店し、最盛期には秋葉原のほか、高田馬場にも支店を構え、パソコン関連のパーツ販売をメインに、オリジナルパソコンの製造、および既存メーカー品パソコンの販売などを行い、2007年10月期には約46億4500万円の売上があった。
しかし、2008年の秋葉原通り魔事件の影響で売上が低下し、2008年10月期で営業損失に陥り赤字に転落。さらに、2011年の東日本大震災の影響で売上が低下したため、高田馬場店を閉鎖。追い打ちをかけるようにタイで発生した大洪水により製品の調達に支障を来たし、2011年10月期で約27億6200万円にまで売上が低下。
このため2012年に秋葉原にあった1号店・2号店を閉鎖、インターネット館を秋葉原店として改装し、1店舗体制で経営再建を図るも業績が回復せず、自力での再建を断念し、2012年5月29日に事業を停止。翌5月30日に東京地裁へ自己破産を申請し、翌5月31日に東京地裁から破産手続開始決定を受けた。負債は約3億3000万円。

## 店舗
- 1号店 - 1996年12月開店[3]、2012年2月26日閉店[4]。
- 2号店 - 1999年11月19日開店[5]、2012年2月29日閉店[4]。
- 3号店（初代） - 2000年2月24日開店[6]、2001年9月16日閉店[7]。

→ WonderCity秋葉原店 - 2001年9月22日開店、2005年6月5日閉店。
→ インターネット館 - 2005年6月9日開店、2012年2月16日閉店。
→ 秋葉原店 - 1号店・2号店を統合し2012年3月3日開店。倒産に伴い2012年5月29日閉店。
- 新3号店（二代目） - 2003年6月6日開店[11]、2004年4月11日閉店[12]。
- 高田馬場店 - 2009年7月31日開店[13]、2011年4月17日閉店。

## 特徴
- 平井太朗デザインの、クマの「山田くん」をマスコットキャラクターとしていた[14]。
- 年末年始には福袋ならぬ「不幸箱」と称するジャンク品詰め合わせセットを販売するのが恒例であった[15]。